# Dinotoperla hirsuta
Dinotoperla hirsuta är en bäcksländeart som beskrevs av Mclellan 1971. Dinotoperla hirsuta ingår i släktet Dinotoperla och familjen Gripopterygidae. Inga underarter finns listade i Catalogue of Life.